# Avispa (motocicleta)
Avispa fou una marca valenciana de motocicletes lleugeres, fabricades probablement a València entre els anys 40 i 50.